# 亞斯明·庫爾蒂奇
亞斯明·庫爾蒂奇（1989年1月10日—）是一位斯洛文尼亞足球運動員。在場上的位置是中場。現時被意大利足球乙级联赛球隊帕爾馬外借至希臘足球超級聯賽球隊PAOK。他也代表斯洛文尼亞國家足球隊參賽。